# Rosiers-d'Égletons
 Rosiers-d'Égletons  là một xã thuộc tỉnh Corrèze trong vùng Nouvelle-Aquitaine miền trung Pháp.